# Bartolomeo Panciatichi (Bronzino)
El Retrato de Bartolomeo Panciatichi es una pintura al óleo sobre tabla (104 cm x 85 cm) realizado alrededor de 1540 por el pintor italiano Bronzino. Se conserva en la Galería de los Uffizi de Florencia.

## Descripción y estilo
El hombre retratado es Bartolomeo Panciatichi (1507-1582) un escritor y diplomático florentino. Su esposa también sería retratada por Bronzino unos años después.